# Бабаев, Новруз Амираслан оглы
Новруз Амираслан оглы Бабаев (азерб. Novruz Əmiraslan oğlu Babayev; 22 марта 1888, Сабирабад, Бакинская губерния — 28 сентября 1978, Сабирабад, Джалилабадский район) — советский азербайджанский хлебороб, Герой Социалистического Труда (1948).

## Биография
Родился 22 марта 1888 года в селе Сабирабад Ленкоранского уезда Бакинской губернии (ныне Джалилабадский район Азербайджана).
Активно участвовал в становлении советской власти в Азербайджане (1920).
Трудился звеньевым, бригадиром колхоза «40-летие Азербайджанской ССР» Астрахан-Базарского района Азербайджанской ССР. В 1947 году получил урожай пшеницы 30,16 центнеров с гектара на площади 44 гектара.
Указом Президиума Верховного Совета СССР от 10 марта 1948 года за получение в 1947 году высоких урожаев пшеницы Бабаеву Новрузу Амираслан оглы присвоено звание Героя Социалистического Труда с вручением ордена Ленина и золотой медали «Серп и Молот».
Активно участвовал в общественной жизни Азербайджана. Член КПСС с 1951 года.
Скончался 28 сентября 1978 года в родном селе.